# Коморські Острови на літніх Олімпійських іграх 2020
Коморські Острови на літніх Олімпійських іграх 2020 представляли три спортсмени у двох видах спорту.